# Muhanga, Rwanda
Muhanga, före 2006 med namnet Gitarama,  är Rwandas näst största stad. År 2002 hade staden en folkmängd på 84 669 personer.[källa behövs]